# Yad La-Shiryon
Yad La-Shiryon (officiellement : Site commémoratif et musée du Corps blindé à Latroun) est un musée en Israël. Il est l'un des musées de chars les plus diversifiés au monde et regroupe également un site en commémoratif pour les soldats du corps blindé tombés au combat.
Le site est créé en 1982 grâce à l'initiative d'officiers vétérans du corps blindé. 
L'exposition extérieure comprend 110 chars et autres véhicules blindés de combat, des exemplaires israéliens et ennemis capturés, notamment les chars Merkava et T-34, T-54, T-55, T-62, ainsi que des véhicules obtenus ou achetés auprès de nations alliées pour diversifier la collection comme le char allemand Leopard ou le seul T-72 exposé en Israël. 